# النریاد
النریاد (به سوئدی: Alnaryd) یک منطقهٔ مسکونی در سوئد است که در Karlskrona Municipality واقع شده‌است.